# Zambratija
Zambratija (italsky Zambrattia) je vesnice a přímořské letovisko v Chorvatsku v Istrijské župě, spadající pod opčinu města Umag. Nachází se asi 3 km severozápadně od Umagu. V roce 2011 zde žilo 472 obyvatel, což je nárůst oproti roku 2001, kdy zde žilo 443 obyvatel v 177 domech.
Sousedními vesnicemi jsou Bašanija a Katoro.